# Costanzo Festa
Costanzo Festa (1485-1490 – 10 aprile 1545) è stato un compositore italiano.
Pur essendo celebre per i madrigali, scrisse anche musica sacra. Fu il primo polifonista italiano di fama internazionale.

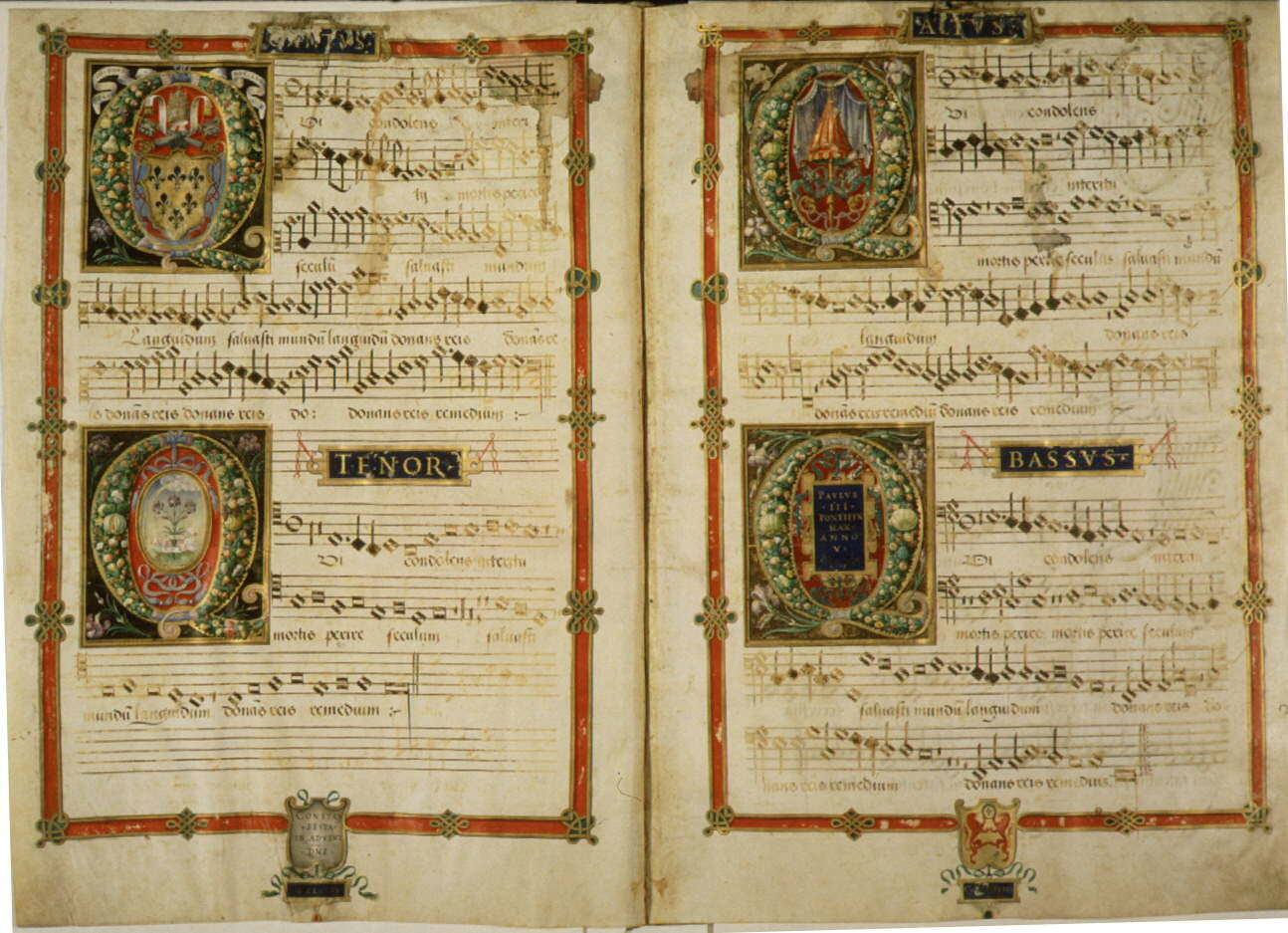
Una raccolte di inni polifonici e di Magnificat di Costanzo Festa; Archivi Vaticani

## Biografia
Non molto si conosce della sua giovinezza.  Probabilmente nacque in Piemonte presso Torino, ma le prove non sono certe, basate come sono soltanto su documenti successivi che si riferiscono a lui come chierico secolare, non un religioso, di quella regione. Secondo alcuni studiosi, potrebbe essere stato imparentato con Sebastiano Festa, anch'egli uno dei primi compositori di madrigali, a lui contemporaneo.
La sua data di nascita è tradizionalmente fatta risalire dal 1480 al 1495, ma scoperte recenti tendono a restringere il campo nella seconda metà degli anni ottanta del XV secolo. Nel 1514 Festa visitò Ferrara, portando con sé alcuni mottetti. Sembra che a quel tempo fosse già un compositore affermato, come indica l'accoglienza ricevuta.
In un periodo tra il 1510 e il 1517 visse su un'isola del golfo di Napoli, dove fu precettore di musica presso la famiglia d'Avalos. Nel 1517 si trasferì a Roma, dove fu cantante alla corte di papa Leone X. Una notizia del 1543 riporta che era troppo malato per poter accompagnare il Papa a Bologna; morì nel 1545. 
Probabilmente visse a Roma la maggior parte della seconda metà della sua vita, con un impiego alla Cappella papale.

## La musica
Festa fu uno dei pochi italiani alla Cappella papale. Era tuttavia un maestro della tecnica contrappuntistica fiamminga, e la sua importanza nella storia della musica è data dal fatto che introdusse per primo una commistione dei due generi musicali, l'italiano e il fiammingo. Inoltre, ebbe un notevole influsso su Palestrina, per le cui opere giovanili fu un modello di riferimento.
La maggior parte dei madrigali di Costanzo Festa sono per tre voci (in contrasto con l'altro madrigalista del tempo, Verdelot, che preferiva comporre per cinque o sei voci). Predilesse passaggi rapidi e ritmicamente energici; questo può riflettere un influsso della popolare forma vocale della villanesca. Inoltre, scrisse ampie sezioni omofoniche, mostrando una minore influenza del mottetto, rispetto ai passaggi che richiamano il mottetto tipici di Verdelot.
Oltre ai madrigali, pubblicati per lo più tra il 1543 e il 1549, compose numerose raccolte di musica sacra, fra le quali quattro messe, più di quaranta mottetti, lamentazioni, e molti Magnificat e litanie mariane (per due cori, di quattro voci ciascuno). Lo stile della sua musica sacra rispecchia quello della profana: egli è meno incline all'imitazione e al virtuosismo contrappuntistico per sé stesso, e spesso scrive passaggi meramente omofonici. Poiché Roma era musicalmente conservatrice rispetto al resto d'Italia (ed Europa) all'epoca, e c'era una forte reazione al contrappunto nei due decenni dopo la sua morte (espressamente decretata dal Concilio di Trento), la sua svolta stilistica può rappresentare un condizionamento del clima; forse rispondeva al gusto e alle necessità della committenza papale.

## Opere principali
Pur essendo dal 1517 Cantore della cappella papale, impresse un nuovo impulso all'arte polifonica profana, esaltando con splendide composizioni il madrigale e la frottola. Suo capolavoro è ritenuto il famoso Te Deum a 4 voci, ancora eseguito nelle liturgie vaticane. Altre opere:
- Primo libro di madrigali a 3 voci (1535)
- Madrigali (1537) (in una raccolta di Verdelot)
- Madrigali (1539) (in una raccolta di Arcadelt)
- Mottetti a 3 voci (1543)
- Libro di Magnificat a 4 voci, in tutti gli otto toni (1554)
- Libro di litanie a 8 voci (1583)

## Discografia parziale
- Cantica Symphonia - Costanzo Festa, Mottetti, Stadivarius STR 11001 (2 CD)

## Commento musicale
Festa fu certamente fra i primi a conciliare, con esito particolarmente felice, gli elementi strutturali della polifonia fiamminga con la finezza della sensibilità armonica italiana. Compositore raffinato e composto, alle volte quasi prelude alla melodica austerità del Palestrina.